# اراتوستن (دهانه)
اراتوستن یک دهانه برخوردی در ماه‌ است.

## دهانه‌های اقماری
این دهانه ۱۰ دهانه اقماری دارد.
| Eratosthenes | عرض جغرافیایی | طول جغرافیایی | قطر         |
| ------------ | ------------- | ------------- | ----------- |
| A            | ۱۸.۴° N       | ۸.۳° W        | ۶.۰ کیلومتر |
| C            | ۱۶.۹° N       | ۱۲.۴° W       | ۵.۰ کیلومتر |
| B            | ۱۸.۷° N       | ۸.۷° W        | ۵.۰ کیلومتر |
| E            | ۱۸.۰° N       | ۱۰.۹° W       | ۴.۰ کیلومتر |
| D            | ۱۷.۵° N       | ۱۰.۹° W       | ۴.۰ کیلومتر |
| F            | ۱۷.۷° N       | ۹.۹° W        | ۴.۰ کیلومتر |
| H            | ۱۳.۳° N       | ۱۲.۲° W       | ۳.۰ کیلومتر |
| K            | ۱۲.۹° N       | ۹.۲° W        | ۵.۰ کیلومتر |
| M            | ۱۴.۰° N       | ۱۳.۶° W       | ۴.۰ کیلومتر |
| Z            | ۱۳.۸° N       | ۱۴.۱° W       | ۱.۰ کیلومتر |